# GPAPP-Mangel
Der gPAPP-Mangel ist eine sehr seltene angeborene Skelettdysplasie mit bereits vorgeburtlich einsetzendem dysproportioniertem Kleinwuchs, Gelenkkontrakturen, Gaumenspalte und Gesichtsauffälligkeiten.
Synonym: Chondrodysplasie mit Gelenkkontrakturen, gPAPP-Typ
Die Erstbeschreibung stammt aus dem Jahre 2011 durch die niederländische Humangenetikerin Lisenka E. L. M. Vissers und Mitarbeiter.

## Verbreitung
Die Häufigkeit wird mit unter 1 zu 1.000.000 angegeben, die Vererbung erfolgt autosomal-rezessiv.

## Ursache
Der Erkrankung liegen biallele Mutationen im IMPAD1-Gen auf Chromosom 8 Genort p12.1 zugrunde, welches für Inositol monophosphatase 3 (inositol monophosphatase domain-containing protein 1) kodiert. Das Resultat ist ein Mangel an Golgi 3-prime phosphoadenosine 5-prime phosphate 3-prime Phosphatase (GPAPP) Protein.

## Klinische Erscheinungen
Klinische Kriterien sind:
- Manifestation als Neugeborenes oder Kleinkind
- bereits vorgeburtlich dysproportionaler Kleinwuchs mit verkürzten Gliedmaßen
- Skelettdysplasien wie angeborene Gelenkluxationen, Brachydaktylie, kurze Mittelhandknochen, Fußfehlbildungen
- Gesichtsdysmorphie mit Mikrognathie, Gaumenspalte

Hinzu können Schwerhörigkeit und Entwicklungsretardierung kommen.

## Diagnose
Im Röntgen finden sich unregelmäßig geformte Epiphysen der Mittelhandknochen, überzählige Ossifikationszentren der Handwurzelknochen.
Die Diagnose ergibt sich aus der Kombination klinischer und radiologischer Befunde und kann durch humangenetische Untersuchung gesichert werden.

## Therapie
Eine ursächliche Behandlung ist nicht bekannt.